# Rut Kolínská
Rut Kolínská (* 13. května 1953 Havlíčkův Brod) je zakladatelka hnutí mateřských center v České republice. V roce 1988 stála u zrodu ekologického sdružení Pražské matky. V roce 1992 založila první mateřské centrum v Praze, v roce 2002 se stala první prezidentkou Sítě mateřských center v ČR (dnes Síť pro rodinu). Je členkou Rady vlády pro rovnost žen a mužů a kolegia hnutí Minerva 21.

## Život, studium a občanské aktivity
Narodila se v rodině evangelického faráře jako poslední ze čtyř dětí. V roce 1971 maturovala na gymnáziu v Boskovicích, absolvovala dvouletou nástavbu – Školský ústav umělecké výroby v Praze. Pracovala jako domácí dělnice pro Ústředí lidové umělecké výroby a dálkově studovala na Filozofické fakultě Karlovy univerzity obor etnografie a folkloristika. Promovala v roce 1984 a má titul Mgr.
Roku 1988 se společně s dalšími ženami spojila do sdružení Pražské matky a v květnu 1989 demonstrovaly za lepší informovanost o znečištění ovzduší ve městě. Občanskou angažovanost matek podporovala i po revoluci skrze mateřská centra, jejichž koncept přinesla roku 1992 do českého prostředí z Německa díky Aleně Wagnerové.
V roce 2008 o ní Václav Havel mluvil jako o možné kandidátce na prezidentku. O čtyři roky později se rozhodla kandidovat v první přímé prezidentské volbě, ale nepodařilo se jí nasbírat potřebný počet podpisů občanů pro nominaci.
Je dlouholetou členkou Rady vlády pro rovnost žen a mužů.
Rut Kolínská je podruhé vdaná, s manželem scénografem a výtvarníkem Petrem Kolínským vychovali pět dětí.

## Mateřská centra

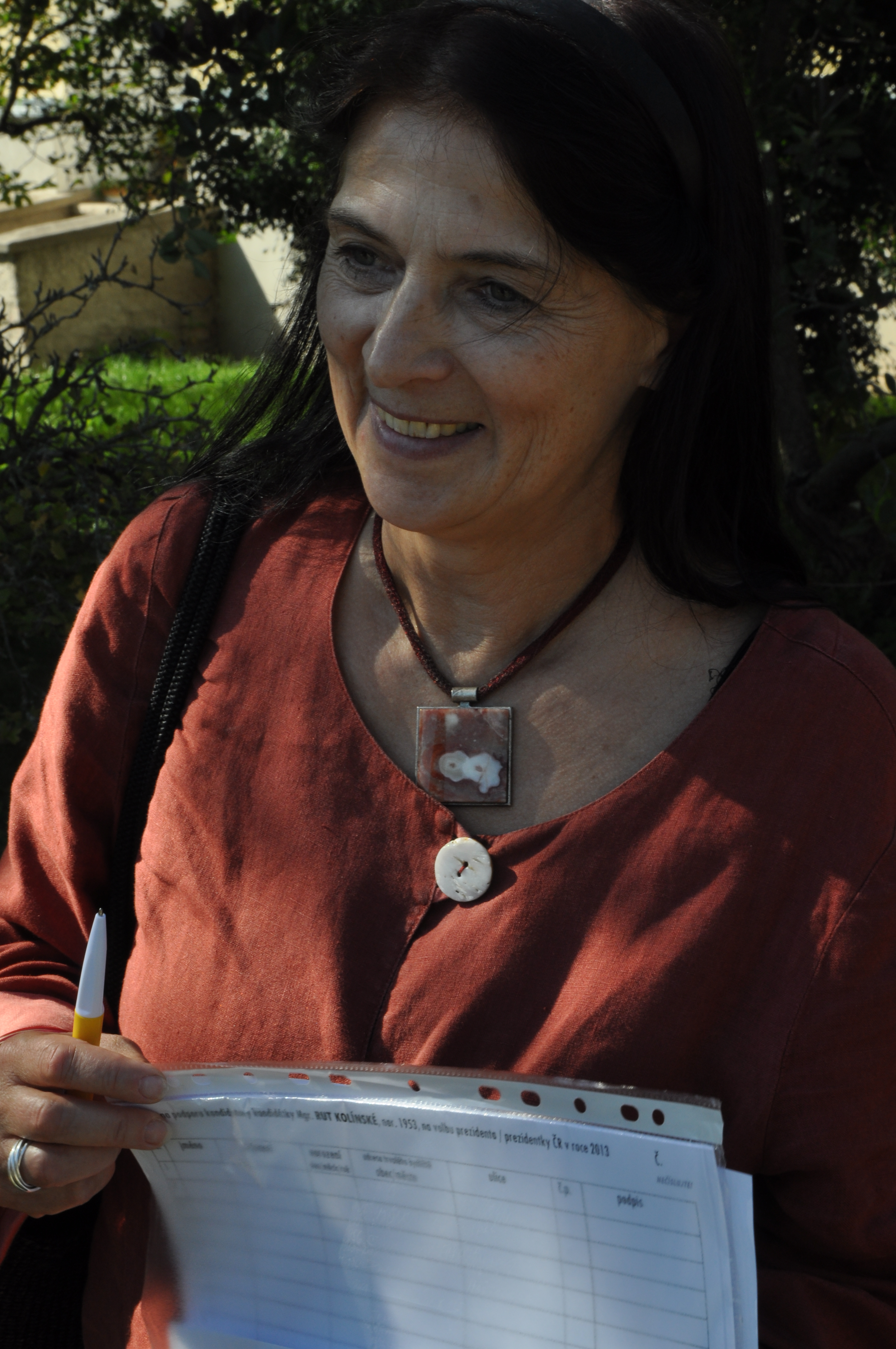
Rut Kolínská (2012)

V roce 1992 založila první mateřské centrum v ČR. Principy mateřského centra vycházejí ze sousedské výpomoci tedy někdejšího způsobu života venkovské komunity. V nových porevolučních podmínkách české společnosti se jednalo o zcela nový fenomén. Jev, který výrazně přispívá k aktivnímu rodičovství a posilování rodičovských kompetencí a slouží jako nástroj prevence patologických jevů v rodině. Aktivity MC postupně připoutaly pozornost odborníků, např. prof. Zdeněk Matějček vyjádřil podporu přijetím čestného členství, stejně jako socioložka Jiřina Šiklová.
- 1993 – adaptace německého know-how do českého prostředí a zahájení seminářů pro začínající mateřská centra
- 1995 – redakce vydání překladu publikace Mateřská centra – zkušenosti z Německa s přenosem know-how do českého prostředí
- 1997 – organizace 1. mezinárodního kongresu MC v ČR (pod záštitou Josefa Luxe, místopředsedy vlády ČR)
- 1998 – zahájení spolupráce s MPSV ČR
- 1999 – organizace týdenní studijní cesty do Německa – celý autobus s představitelkami MC a představiteli státní správy a samosprávy, zapojení českých MC do spolupráce s mezinárodními organizacemi
- 2000 – organizace setkání Huairou komise a GROOOTS International v Praze, prezentace MC na Expo 2000 v Hannoveru, iniciování vzniku mezinárodní sítě MC
- 2002 – založení Sítě mateřských center, o. s.
- 2002 – dosud – členka Rady vlády pro rovné příležitosti žen a mužů
- 2003 – organizace 2. mezinárodního kongresu MC v ČR (pod záštitou Jan Jařaba, vládního zmocněnce pro lidská práva)
- 2004 – iniciování vzniku pracovní komise pro rodinu při Rady vlády pro rovné příležitosti žen a mužů a následně práce ve skupině, iniciování kampaně „Společnost přátelská rodině“
- 2006 – vytvoření manuálu pro lektorky semináře „Jak začít“ a manuálu pro spolupráci s představiteli obcí a krajů „Bourání bariér“
- 2007 – organizace 3. mezinárodního kongresu MC v ČR (pod záštitou Václava Havla a eurokomisaře Vladimíra Špidly)
- 2008 – dosud předsedkyně Výboru pro sladění pracovního, soukromého a rodinného života
- 2010 – cesta 24členné delegace Sítě MC do Bruselu na pozvání poslankyně Zuzany Roithové a iniciování semináře „Removing barriers - Grassroots Women and decentralized Governance“ (Bourání bariér – ženy a decentralizovaná správa)

## Ocenění
- Za ukotvení mateřských center v ČR jako nového fenoménu občanské společnosti a zapojení Sítě MC do mezinárodních organizací získala jako první Češka v roce 2003 mezinárodní ocenění Žena Evropy.
- V roce 2006 ocenila švýcarská Schwabova nadace know-how mateřských center, která umožňují matkám seberealizaci a nabízejí prevenci sociálního vyloučení, a udělila Rut Kolínské titul Sociálně prospěšná podnikatelka roku 2006.